# Spremnici topline
Spremnik topline se može definirati kao uređaj koji privremeno pohranjuje toplinu pri visokim i niskim temperaturama i ima važnu ulogu u pohrani energije. On poboljšava izvedbu energetskog sustava osiguravajući opskrbu energijom i povećavajući sigurnost te smanjujući troškove.
Dnevna potrošnja energije premašuje noćnu te s tim u vrhu potrošnje može doći do osjetnog nedostatka energije dok je po noći ima viška. Noćna cijena energije je također niža od dnevne te se s tim mogu smanjiti troškovi i povećati učinkovitost sustava. Sve je veći porast korištenja obnovljivih izvora energije poput sunca i vjetra koji su nestalni i zahtijevaju pohranu energije. Energija se može akumulirati na razne načine i pohranjivati u raznim oblicima. Danas postoje razne tehnologije koje pohranjuju toplinu, a zasnovane su na spremanju topline nekog izvora u dobro izolirani toplinski spremnik.
Postoje tri načina akumuliranja toplinske energije:
- Osjetni spremnik topline (u kojem se pojavljuje promjena temperature)
- Latentni spremnik topline (u kojem se pojavljuje promjena agregatnog stanja)
- Sorpcijski spremnik topline(u kojem se odvija reverzibilna kemijska reakcija)

## Osjetni spremnik topline
Osjetni spremnik topline je konceptualno najjednostavniji način spremanja toplinske energije. Hladna tekućina sadržana u izoliranom spremniku se zagrijava toplom tekućinom iz sunčevih kolektora. U većini idustrijskih sustava sunčeve energije, tekućina u kolektoru i spremniku je ista. Kod osjetnih spremnika tekućina u spremiku je najčešće voda. Većina sustava za grijanje i sunčevo zagrijavanje vode koriste osjetne spremnike koji su smješteni van objekta ili pod zemljom. Veličina tih spremnika je od nekoliko stotina do nekoliko tisuća litara.

### Osjetni spremnik topline s više spremnika
Većina osjetnih spremnika se zasniva na izvedbi s dva spremnika. Također postoje osjetni spremnici topline s tri spremnika. Prednost sustava s tri spremnika je u manjem volumenu pojedinog spremnika. Smanjenjem volumena spremnika smanjuje se i njihova cijena. U praksi čimbenici poput provjere razine tekućine u spremiku, većih gubitaka topline smanjenjem veličine spremnika te povezivanje vodova tekućine ograničavaju izvedbe s više spremnika.

### Termoklinski osjetni spremnik topline
Kod termoklinskog toplinskog spremnika topline hladna i topla tekućina zauzimaju isti spremnik. Spremnik je na početku ispunjen hladnom tekućinom. Hladna tekućina je povučena iz dna spremnika te zagrijavana. Zagrijana dolazi na vrh spremnika gdje zbog manje gustoće "pliva" iznad hladne tekućine, stvarajući termoklin.

### Termoklinski osjetni spremnik topline s mješovitim medijem
Organska ulja za prijenos topline obično se koriste kod visokotemperaturnih sunčevih sustava kako bi se izbjegli troškovi visokotlačnih cjevovoda. Većina organskih ulja za prijenos topline su skupa. Kod termoklinskih osjetnih spremnika topline s mješovitim medijem skupo organsko ulje zamijenjeno je šljunkom i pijeskom. Pijesak se korisi sa šljunkom kako bi se smanjio udio šupljina. Ovaj koncept smanjuje količinu ulja korištenu kod konvencionalnih termoklinskih osjetnih spremnika za oko 75%.

### Visokotemperaturni osjetni spremnici topline
Sposobnost da se pohrani visokotemperaturna toplinska energija je u osnovi ograničena dostupnošću tekućine za prijenos topline. Iznad 400 °C, većina organskih tekućina za prijenos topline ima tendenciju da se toplinski razgradi. Za proizvodnju električne energije i druge visokotemperaturne primjene tekućine poput rastaljene soli i metala dolaze u obzir. Problem je što se pri nižim temperaturama te tekućine skrućuju.

## Latentni spremnik topline
Latentni spremnici topline su sustavi za pohranu u kojima se energija pohranjuje i oslobađa tijekom ciklusa promjene agregatnog stanja radnog medija. Ovakvi sustavi imaju visoku gustoću pohrane energije u odnosu na osjetne toplinske spremnike topline. Latentni spremnici topline zahtijevaju izmjenjivače topline jer medij za pohranu mijenja agregatno stanje. Izmjenjivači topline su složeni kod latentnih spremnika topline jer moraju biti prilagođeni niskoj toplinskoj difuzivnosti skrućenog medija. Ovakvi sustavi primjenjuju se za velike kapacitete kada je potrebna konstantna temperatura ili temperatura u uskom rasponu. Primjer je banka leda koja se koristi u sustavima klimatizacije za hlađenje zraka. Tokom niže tarife električne energije smjesa vode i etilen glikola hladi se u rashladnom agregatu i odlazi u izmjenjivač topline koji se nalazi u latentnom spremniku. Prolaskom kroz izmjenjivač pri niskoj temperaturi hladi vodu u spremniku i stvara led. Energija pohranjena u bankama leda koristi se preko dana kada je električna energija skuplja.

## Sorpcijski spremnik topline
Sorpcijski spremnik topline se temelji na reverzibilnoj kemijskoj reakciji. Termokemijski ciklus skladištenja se odvija u tri koraka. Prvi korak u ciklusu pohrane je katalitička endotermna reakcija rektanata. Drugi korak u ciklusu je faza spremanja. Treći korak je pražnjnje spremnika gdje se olobađa energija katalitičkom egzotermnom reakcijom. Trenutno ovakvi spremnici još nisu u primjeni.

## Vanjske poveznice
Arhivirana inačica izvorne stranice od 11. lipnja 2010. (Wayback Machine)
  Arhivirana inačica izvorne stranice od 21. prosinca 2010. (Wayback Machine)
- Toplinsko uskladištenje sunčeve energije